# Godfried III van Lotharingen
Godfried III van Neder-Lotharingen, bijgenaamd met de Bult of de Bultenaar, (rond 1045 - Utrecht, 26 februari 1076) was een zoon van Godfried II van Lotharingen uit diens eerste huwelijk met Oda (Goda) 'van Munsterbilzen' (begraven in de abdij van Munsterbilzen)

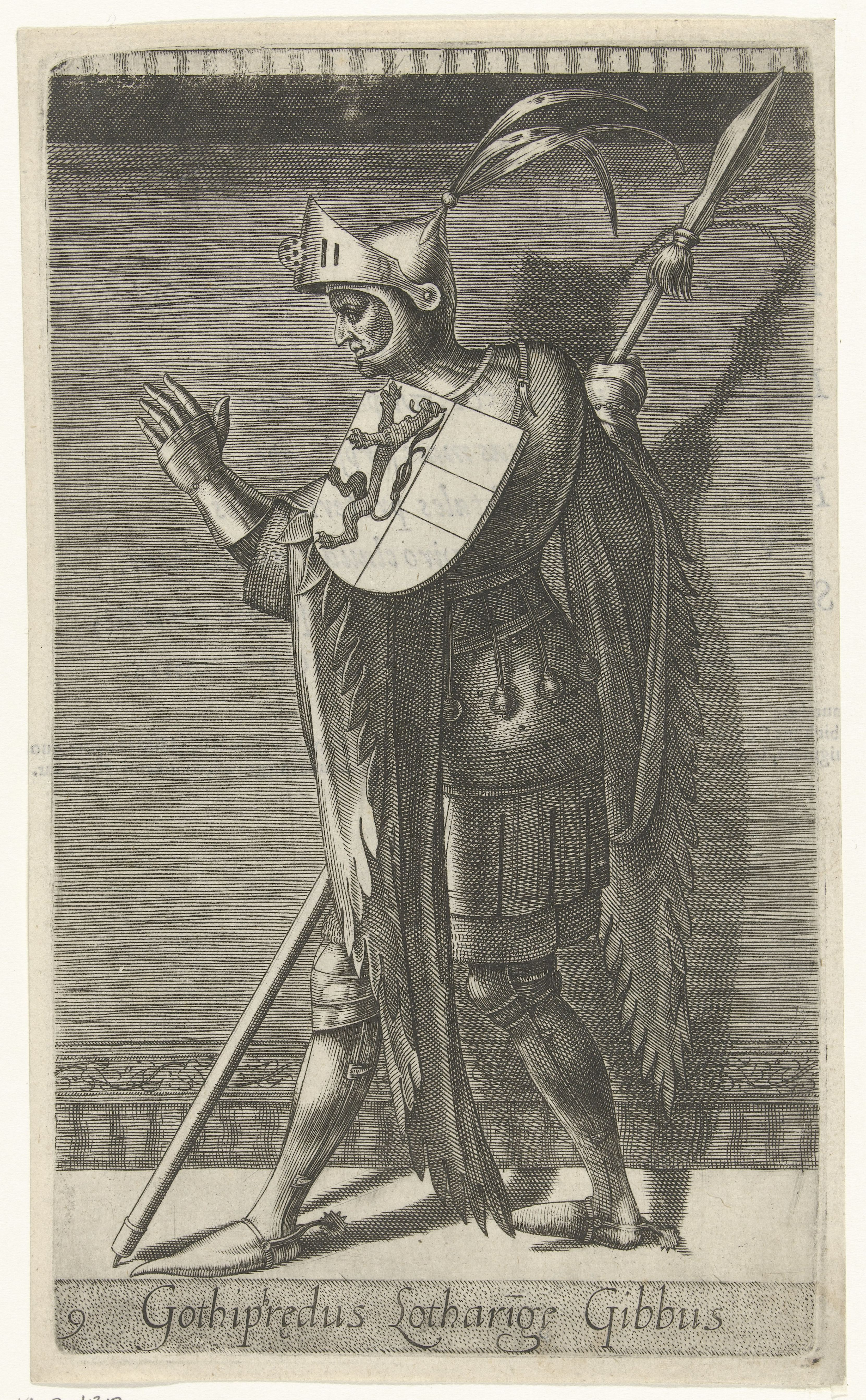
Gothipredus Lotharige Gibbus
(1578), gravure
Godfried III met de Bult, hertog van Neder-Lotharingen en graaf van Holland. Staande, ten voeten uit. Hij draagt een speer in zijn rechterhand. Op zijn linkerschouder het wapenschild van Holland.

Hij volgde zijn vader in 1069 op. Hij steunde Keizer Hendrik IV in de Saksenoorlogen, de bisschop van Utrecht tegen de graven van Holland en Vlaanderen en de bisschop van Luik tegen Henegouwen.
Dirk V van Holland en diens stiefvader, Robrecht I de Fries, graaf van Vlaanderen, lieten hem vermoorden.
Hertog Godfried met de Bult werd op een toilet in Vlaardingen zwaar gewond. De moordenaar bracht de hertog van onder een overhangend toiletgebouwtje met een zwaard in zijn aars de fatale verwondingen toe. De hertog overleed een week later in Utrecht, waarnaar hij per schip was vervoerd.
Omwille van een naar het canoniek recht te nauwe verwantschap met zijn vrouw, Mathilde van Toscane (een dochter van zijn stiefmoeder Beatrix van Opper-Lotharingen uit haar eerste huwelijk met Bonifatius van Toscane) werd hem onthoudingsplicht opgedrongen. Dit wordt soms onterecht geïnterpreteerd dat hij van haar gescheiden zou geweest zijn. Hij adopteerde zijn neef, Godfried van Bouillon, als zoon. Deze erfde aanvankelijk echter enkel Bouillon en het markgraafschap Antwerpen.
Uit het huwelijk met Irmintrud van Ringelheim, werden vier kinderen geboren die later ook allemaal hoge posities kregen. Dat waren Ansfried I van Lotharingen; de bisschop van Châlons-en-Champagne, Wichpert († 962), stichter van Glembloers en Frederune, die met Karel de Eenvoudige trouwde.
Godfried III werd als hertog van Neder-Lotharingen aanvankelijk opgevolgd door Koenraad, zoon van keizer Hendrik IV. In Verdun werd hij vervangen door Dierik, bisschop van Verdun. In 1087, toen Koenraad tot Rooms koning was gekroond, benoemde de keizer dan toch Godfried IV van Bouillon tot hertog van Neder-Lotharingen.

## Voorouders
| Voorouders van Godfried II van Neder-Lotharingen  | Voorouders van Godfried II van Neder-Lotharingen                     | Voorouders van Godfried II van Neder-Lotharingen                     | Voorouders van Godfried II van Neder-Lotharingen            | Voorouders van Godfried II van Neder-Lotharingen            | Voorouders van Godfried II van Neder-Lotharingen            | Voorouders van Godfried II van Neder-Lotharingen            | Voorouders van Godfried II van Neder-Lotharingen            | Voorouders van Godfried II van Neder-Lotharingen            |
| ------------------------------------------------- | -------------------------------------------------------------------- | -------------------------------------------------------------------- | ----------------------------------------------------------- | ----------------------------------------------------------- | ----------------------------------------------------------- | ----------------------------------------------------------- | ----------------------------------------------------------- | ----------------------------------------------------------- |
| Overgrootouders                                   | Godfried van Verdun (±930–1002) ∞ 963 Mathilde van Saksen (942-1008) | Godfried van Verdun (±930–1002) ∞ 963 Mathilde van Saksen (942-1008) | ? (-) ∞ ? (–)                                               | ? (-) ∞ ? (–)                                               | ? (-) ∞ ? (–)                                               | ? (-) ∞ ? (–)                                               | ? (-) ∞ ? (-)                                               | ? (-) ∞ ? (-)                                               |
| Grootouders                                       | Gozelo I van Verdun (963/970-1044) ∞ ? (-)                           | Gozelo I van Verdun (963/970-1044) ∞ ? (-)                           | Gozelo I van Verdun (963/970-1044) ∞ ? (-)                  | Gozelo I van Verdun (963/970-1044) ∞ ? (-)                  | ? (-) ∞ ? (–)                                               | ? (-) ∞ ? (–)                                               | ? (-) ∞ ? (–)                                               | ? (-) ∞ ? (–)                                               |
| Ouders                                            | Godfried II van Neder-Lotharingen (ca.1010-1069) ∞ Doda (-)          | Godfried II van Neder-Lotharingen (ca.1010-1069) ∞ Doda (-)          | Godfried II van Neder-Lotharingen (ca.1010-1069) ∞ Doda (-) | Godfried II van Neder-Lotharingen (ca.1010-1069) ∞ Doda (-) | Godfried II van Neder-Lotharingen (ca.1010-1069) ∞ Doda (-) | Godfried II van Neder-Lotharingen (ca.1010-1069) ∞ Doda (-) | Godfried II van Neder-Lotharingen (ca.1010-1069) ∞ Doda (-) | Godfried II van Neder-Lotharingen (ca.1010-1069) ∞ Doda (-) |
| Godfried III van Neder-Lotharingen (ca.1045-1076) |                                                                      |                                                                      |                                                             |                                                             |                                                             |                                                             |                                                             |                                                             |